# NGC 513
NGC 513 è una galassia a spirale situata nella costellazione di Andromeda a una distanza di circa 270 milioni di anni luce dalla nostra Via Lattea.

## Descrizione
NGC 513 è una galassia attiva del tipo Seyfert Sy 1h e presenta una larga riga a 21 cm dell'idrogeno neutro.

## Scoperta
NGC 513 è stata scoperta il 17 settembre 1784 dall'astronomo britannico di origine tedesca William Herschel.

## Buco nero supermassiccio
Secondo uno studio pubblicato nel 2012 e basato sulla dispersione di velocità nella zona centrale di NGC 513, la massa del buco nero supermassiccio che si ritiene si trovi al centro della galassia, dovrebbe essere pari a 107,63 {\displaystyle M_{\odot }} masse solari..